# Петруш Йовчев
Петър (Петруш) Йовчев е български революционер, деец на Вътрешната македоно-одринска революционна организация.

## Биография
Петруш Йовчев е роден в 1880 година в град Охрид. Остава без баща като малък. Завършва четвърто отделение и става работник симитчия в една фурна в Охрид. Заминава за Русе, където са дмамата му по-възрастни братя и вуйчовците му. В началото на 1902 година заедно със Стефан Пенев заминава за Македония. Установяват се в Битоля, където се присъединяват към ВМОРО. В края на април 1902 година двамата обаче са арестувани от турските власти и осъдени за революционна дейност. Лежат една година в Битолския затвор и престоят им е описан от така:
Йовчев и Пенев са амнистирани в началото на 1903 година. Йовчев заминава за родния си град, където става член на терористичната група на ВМОРО. По-късно става войвода на чета, с която взима участие в Илинденско-Преображенското въстание през лятото на 1903 година. Според Александър Джиков Йовчев се проявява като:
| „ | смеѣлъ, храбъръ и дисциплиниранъ войвода. | “ |

След въстанието и амнистията Йовчев с майка си и сестра си заминава за Русе.
При избухването на Балканската война в 1912 година, макар и болен от туберкулоза вследствие на четническия живот, е доброволец в Македоно-одринското опълчение и служи в Нестроевата рота на 9 велешка дружина. Носител е на орден „За храброст“ IV степен.
Умира на 6 февруари 1932 година в Русе от туберкулоза.